# Mariano Ferreira Filho
Mariano Ferreira Filho (nascut el 23 de juny de 1986), conegut simplement com a Mariano, és un futbolista professional brasiler que juga com a lateral dret.
L'11 d'agost de 2015 va jugar, com a suplent, al partit de la Supercopa d'Europa 2015, a Tbilisi, en què el Sevilla va perdre contra el FC Barcelona per 4 a 5. Fou l'autor del quart gol del seu equip.
El maig de 2016 va disputar com a titular el partit que va fer que el Sevilla guanyés la seva cinquena Lliga Europa, tercera consecutiva, a Sankt Jakob-Park, contra el Liverpool FC (3 a 1 pels sevillistes).